# 斑蛤蜊
是帘蛤目马珂蛤科马珂蛤属的一种。主要分布于越南、印度尼西亚、中国大陆、台湾，常栖息在潮下带10－30米。
其种加词“maculata”意为“有斑点的”。